# August Orth
Pour les articles homonymes, voir Orth.

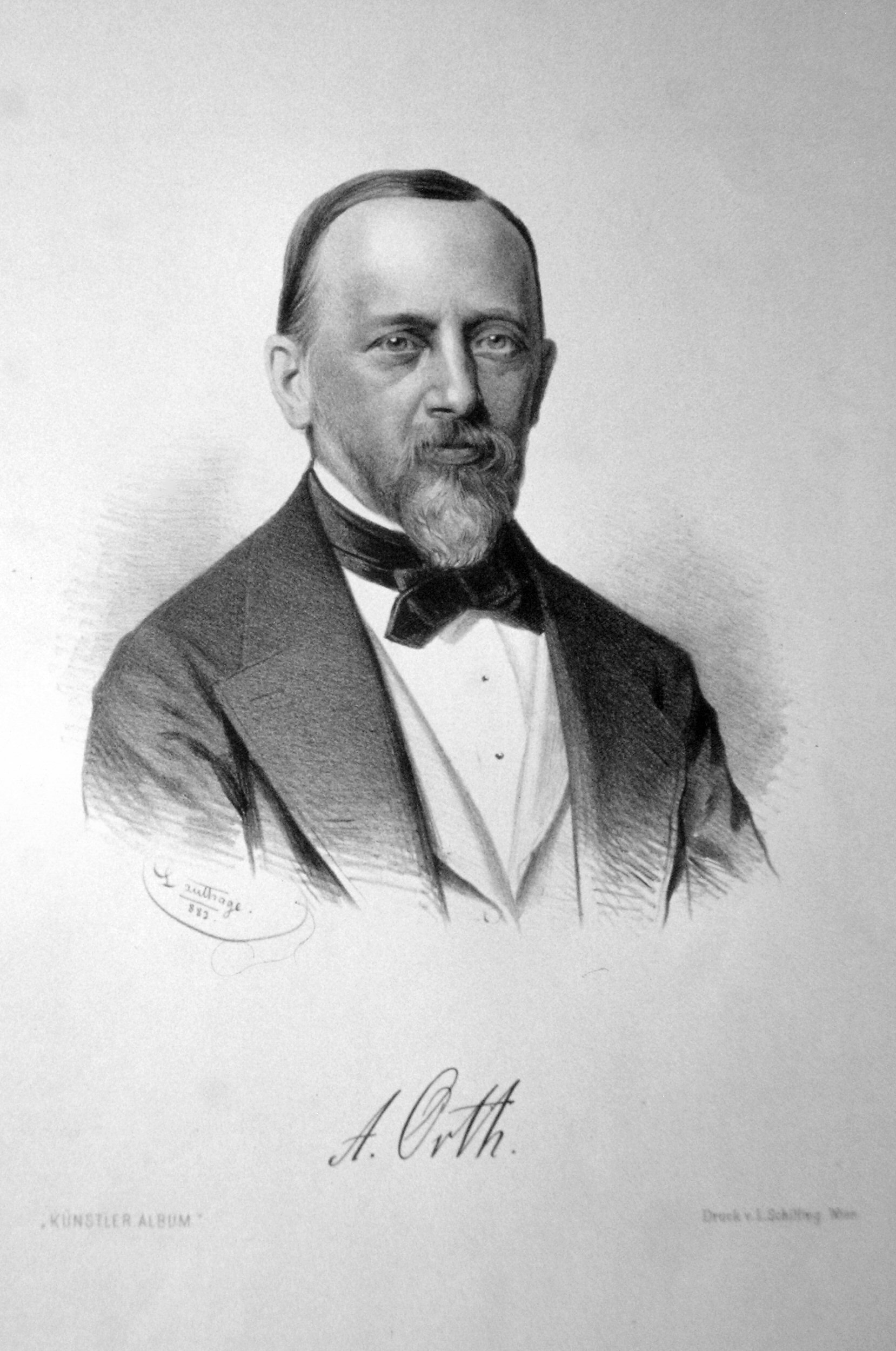
Auguste Orth, Portrait d'Adolf Dauthage, 1858

August Orth (né le 25 juillet 1828 à Windhausen près d'Osterode am Harz et mort le 11 mai 1901 à Berlin ; nom complet : August Friedrich Wilhelm Orth) est un architecte prussien.

## Biographie
August Orth est le fils d'un métayer, d'abord au domaine de Windhausen, plus tard au domaine de Lengefeld près de Korbach dans la principauté de Waldeck, où la famille a déménagé en 1834. Il étudie au lycée de Korbach et, après avoir obtenu son diplôme d'études secondaires au printemps 1848, commence à étudier l'architecture à l'Université technique de Brunswick en parallèle avec l'académie des peintres de Brunswick. Dès 1850, il étudie à l'Académie d'architecture de Berlin. Ses professeurs à l'académie reflètent les différents courants de la période post-Schinkel - Friedrich August Stüler, Johann Heinrich Strack et en particulier le théoricien de l'architecture Karl Bötticher sont plus pour le classicisme strict, Wilhelm Stier (de) pour le développement d'un nouveau type d'architecture. En 1854, il réussit l'examen de contremaître. La situation politique et économique incertaine empêche d'abord August Orth d'entrer dans la vie professionnelle. Au lieu de cela, il suit sa veine picturale pendant les trois années suivantes et étudie à l'Académie de Berlin en 1853/1854, puis à l'Académie des beaux-arts de Munich.

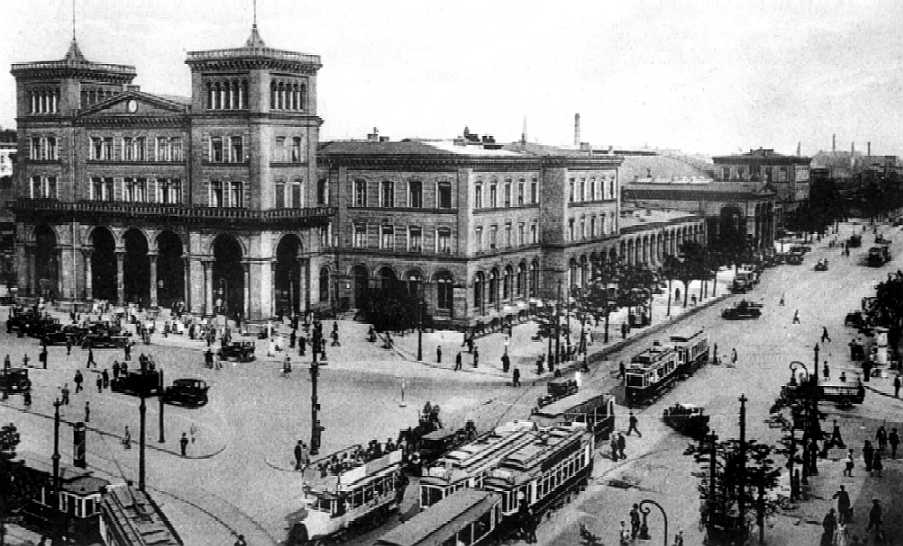
Gare de Görlitz à Berlin

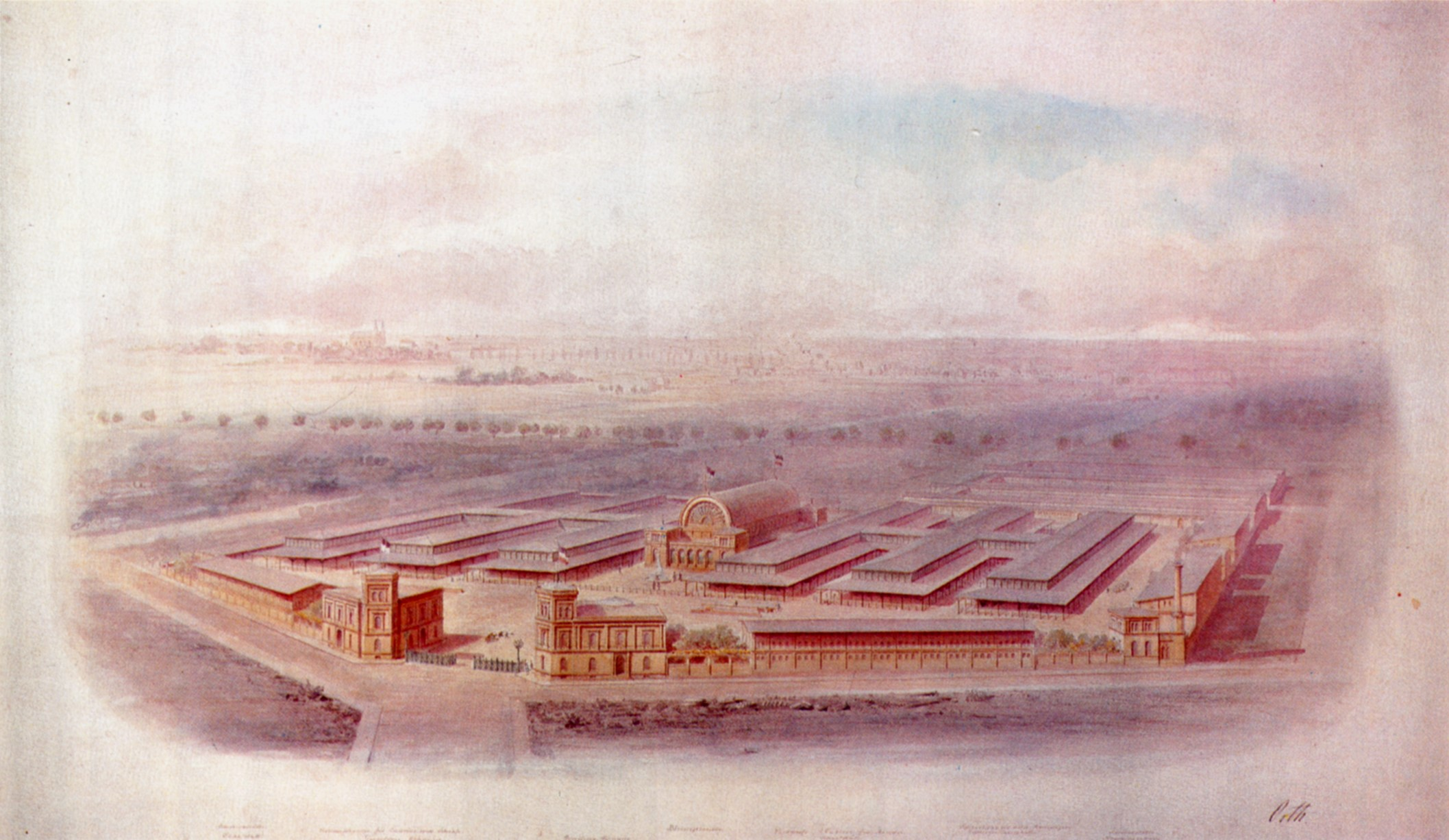
Projet pour le

Il tente de s'établir comme architecte en participant à des concours. En 1855, il participe au concours de l'académie avec un projet de palais princier et, en 1856, il remporte le prix Schinkel (de) de l'Association des architectes de Berlin, dont il est membre depuis 1852, avec son projet d'église romane à Humboldthafen (de). Après des voyages d'études dans les états allemands du sud  avec des séjours à Heidelberg, Marbourg et Nuremberg et une première pratique professionnelle à la Compagnie des chemins de fer bergeois-marckois à Elberfeld du début de 1856 à janvier 1858, August Orth réussit l'examen de maître d'œuvre à l'Académie d'architecture de Berlin en 1858. D'autres voyages d'études suivent en 1859/1860 dans le sud de la France et dans les états iltaliens. Avec son emploi à court terme à la Société des chemins de fer de Berg et de La Marck en 1861/1862 et en tant que maître d'œuvre royal à la Compagnie du chemin de fer de Berlin à Görlitz (de) en 1868 en tant que chef du bureau technique. Il devient alors indépendant en tant qu'architecte privé, parfois en partenariat avec Edmund Knoblauch (de), fils d'Eduard Knoblauch. En tant qu'architecte de la maison du roi des chemins de fer Bethel Henry Strousberg, il construit non seulement son palais (de) au 70 Wilhelmstraße (1867-1868) et son château de Zbirow (cs) en Bohême (1869-1871), mais aussi les installations d'élevage et d'abattoir du bétail de Berlin (de) de la Brunnenstraße pour le compte de la société en commandite Viehmarkt contrôlée par von Strousberg (1868–1874). À partir de 1865, il fait également des recherches sur l'acoustique des salles et utilise les résultats dans ses églises.
En 1871 et 1873, il rédige deux mémorandums sur le projet d'un Berlin Centralbahn, un chemin de fer circulaire à quatre voies, principalement conçu comme un viaduc, d'un diamètre de trois kilomètres dans le sens nord-sud et de quatre kilomètres dans le sens est-ouest. Avec ce premier projet de Stadtbahn, un second, plus petit, Ringbahn, il est l'un des pères intellectuels de la Stadtbahn de Berlin. Son projet est jugé comme dépassant les conditions et irréalisable.
De 1872 à 1877, il est membre du conseil d'administration de l'Association des architectes de Berlin. le 8 Le 1er juin 1879, cependant, il participe à la fondation de l'Association des architectes berlinois, une scission des architectes privés de l'association des architectes. Au sein de la nouvelle association, il assume à nouveau des responsabilités en tant que membre du comité directeur pendant de nombreuses années, puis en tant que vice-président en 1879/1880 et président régulier en 1880.
En juillet 1877, August Orth est nommé superviseur du bâtiment, en 1893 superviseur du bâtiment secret et enfin en 1896 superviseur principal du bâtiment secret. L'Académie de Berlinl'accepte comme membre en 1873 et l'Académie de Vienne en 1893. Après un voyage d'études à travers la Grande-Bretagne, la France, l'Italie et la Suisse, il vit les dernières années de sa vie dans la maison du 13 Anhalter Straße.
August Orth décède le 11 mai 1901 à l'hôpital Lazare (de) de Berlin. Avec sa sœur Marie (1830-1910), portraitiste et peintre de genre, et son frère Albert (de) (1835-1915), agronome et fondateur de la cartographie des sols agricoles, il est inhumé dans une fosse commune au cimetière de la Trinité (division II) sur la Bergmannstraße à Berlin-Kreuzberg.

## Honneurs
- Le 3 janvier 1884, il reçoit l'ordre de l'Aigle rouge de 4e classe[1].
- Pyrmont le fait citoyen d'honneur en 1879, Korbach, où il a étudie l'école, en 1893.
- En raison du don de découvertes paléobotaniques, la ville de Chemnitz donne à une rue du quartier de Hilbersdorf le nom d'Orth.

## Réalisations
Un bon aperçu de l'œuvre d'August Orth est donné par les 734 représentations originales du Musée d'architecture de l'Université technique de Berlin

### Conceptions non exécutées
- 1858 : Conception pour l'hôtel de ville de Berlin (Cette conception a eu une influence significative sur le projet réalisé par Hermann Friedrich Waesemann (de))
- 1862 : Ébauche pour l'église Saint-Thomas de Berlin-Kreuzberg
- 1868 : Conception de la cathédrale de Berlin
- 1871 : Projet d'un chemin de fer central pour Berlin
- 1871 et 1874 : Ébauches pour une percée dans la Kaiser-Wilhelm-Strasse à Berlin
- 1872 : Conception du concours pour le bâtiment du Reichstag à Berlin
- 1873: Projet pour gare de Stettin (avec Edmund Knoblauch)
- 1875-1876 : Avant-projet pour le développement de l'île aux musées de Berlin avec passage en S-Bahn
- 1880 : Projet de conversion de la cathédrale allemande du Gendarmenmarkt à Berlin
- 1880 : projet d'extension de la ville de Strasbourg, finalement confié à l'architecte strasbourgeois Jean Geoffroy Conrath
- 1882 : Projet pour l'église d'Action de grâce au jardin zoologique de Berlin
- 1885 : Conception d'une synagogue à Berlin
- 1886 : Projet d'extension souterraine de la Zimmerstrasse (no) de Berlin vers l'ouest
- 1889 : Conception du concours de l'église protestante de garnison Saint-Thomas à Strasbourg[2]
- 1897 : Projet de viaducs ferroviaires surélevés en pierre dans le centre-ville de Berlin
- Projet pour un bazar à Berlin, Unter den Linden 17/18

### Édifices religieux

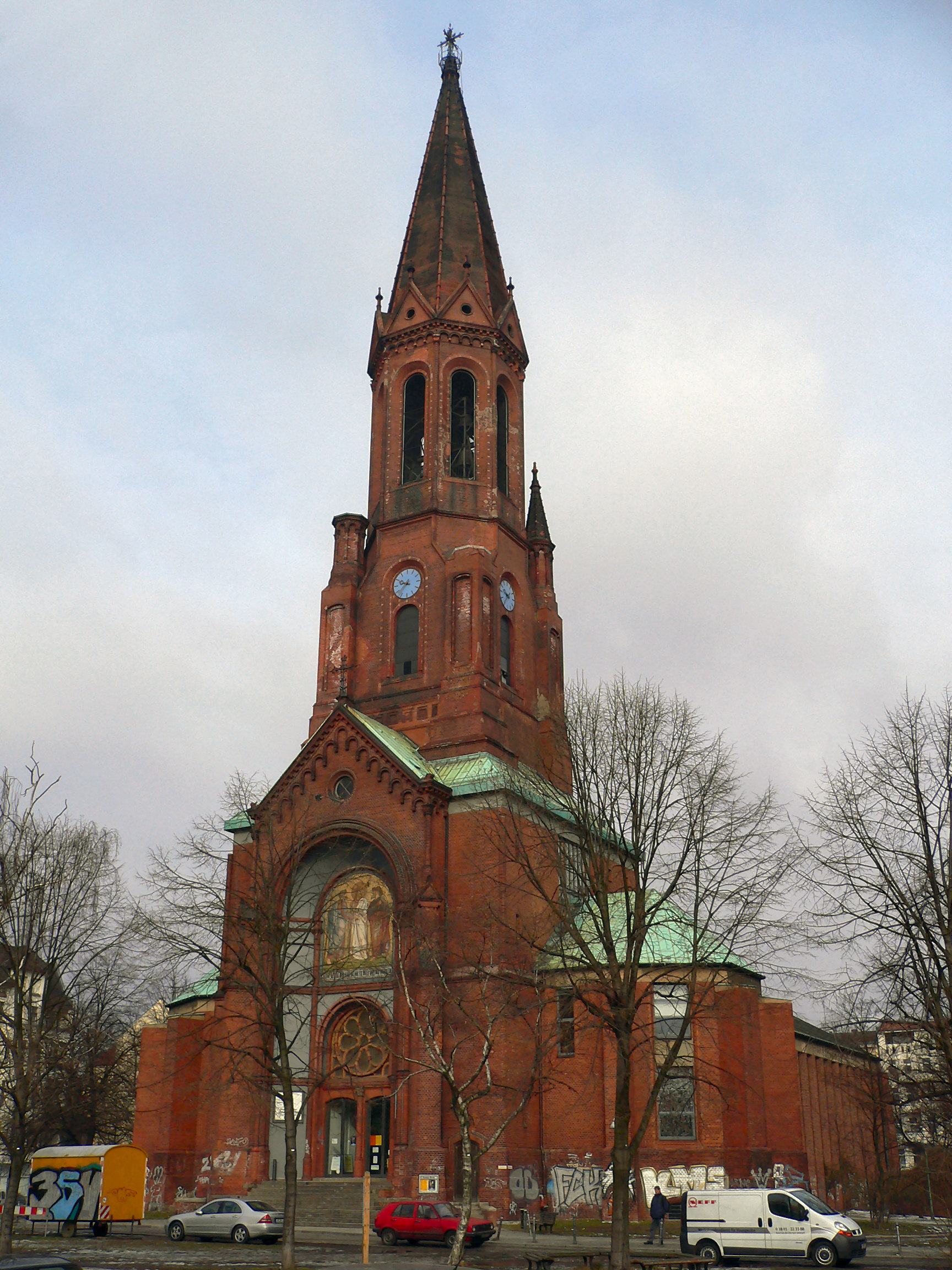
Église d'Emmaüs de Berlin

- 1867–1873: Église de Sion de Berlin (de), Zionskirchplatz (de) (conception préliminaire de Gustav Möller (de))
- 1872-1877 : Église du Christ de Bad Pyrmont (de)
- 1879: Église du Christ à Ahaus
- 1882–1883: Église d'Action de grâce de Wedding (de) à Berlin, Weddingplatz (détruite pendant la Seconde Guerre mondiale)
- 1884 : Tombeau héréditaire Michaelis à Berlin-Weissensee
- 1885-1886 : Église protestante de garnison (de) à Neisse
- 1886–1891 : Église de Noël de Bethléem (de) (Palestine)
- 1888–1891: Église de la Paix (de) à Berlin, Ruppiner Straße (de)
- 1889-1891 : Église protestante à Hundsfeld près de Breslau
- 1890–1893: Église Gethsémané de Berlin, Stargarder Strasse
- 1890–1893: Église d'Emmaüs de Berlin (de), Lausitzer Platz (de) (détruite à l'exception de la tour pendant la Seconde Guerre mondiale)
- 1891–1893: Église de l'Ascension de Berlin (de) (détruite pendant la Seconde Guerre mondiale)
- 1894–1895: Église de la Croix d'Essen (de) (la plupart des ornements extérieurs ont disparu pendant la guerre et pendant la reconstruction, après 1945, les décorations intérieures conservées sont complètement supprimées au cours de plusieurs étapes de restauration au cours des dernières décennies)
- 1900-1901 : Chapelle du cimetière de Berlin-Mariendorf

### Bâtiments civils

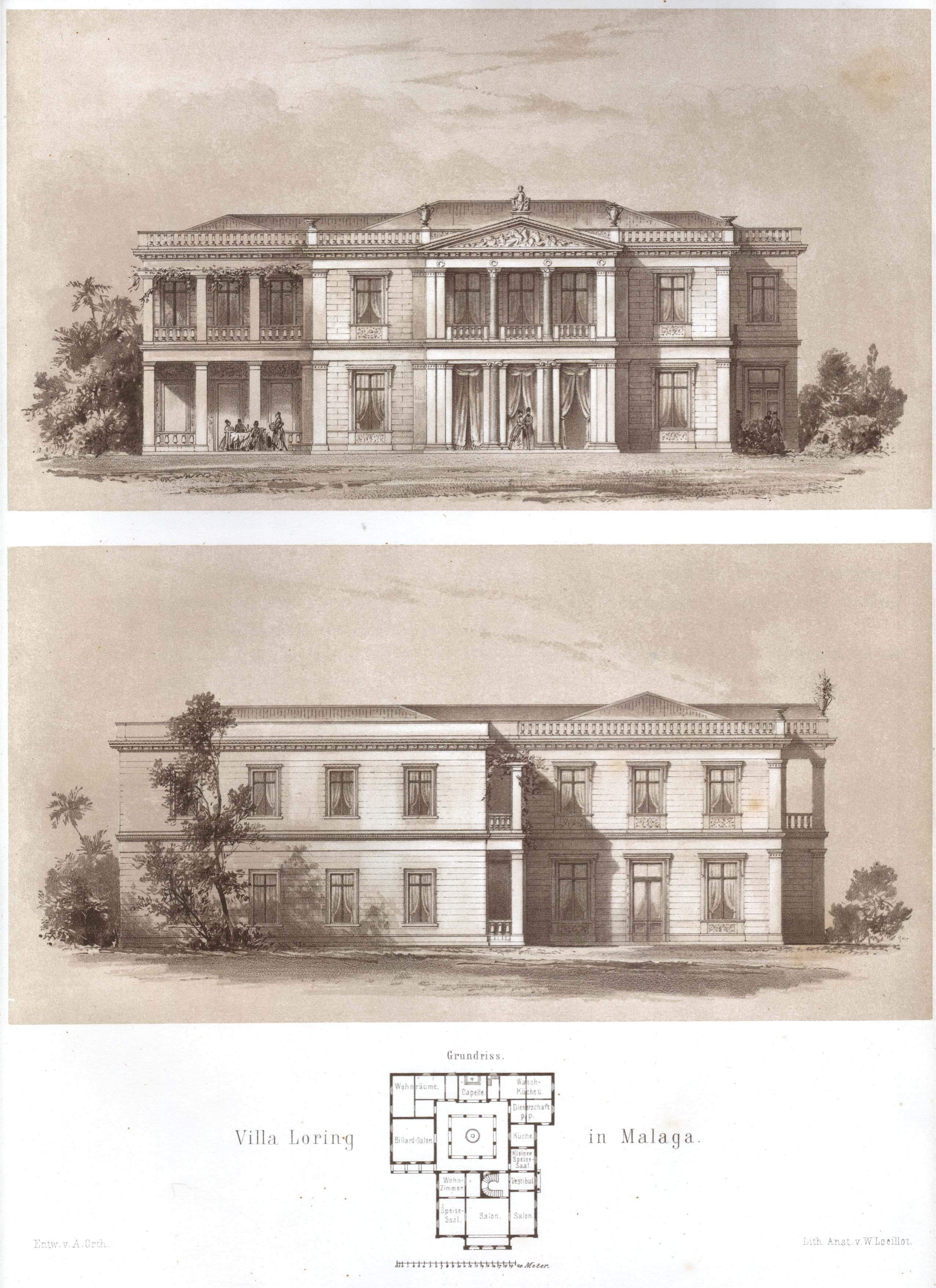
Villa Loring à Malaga

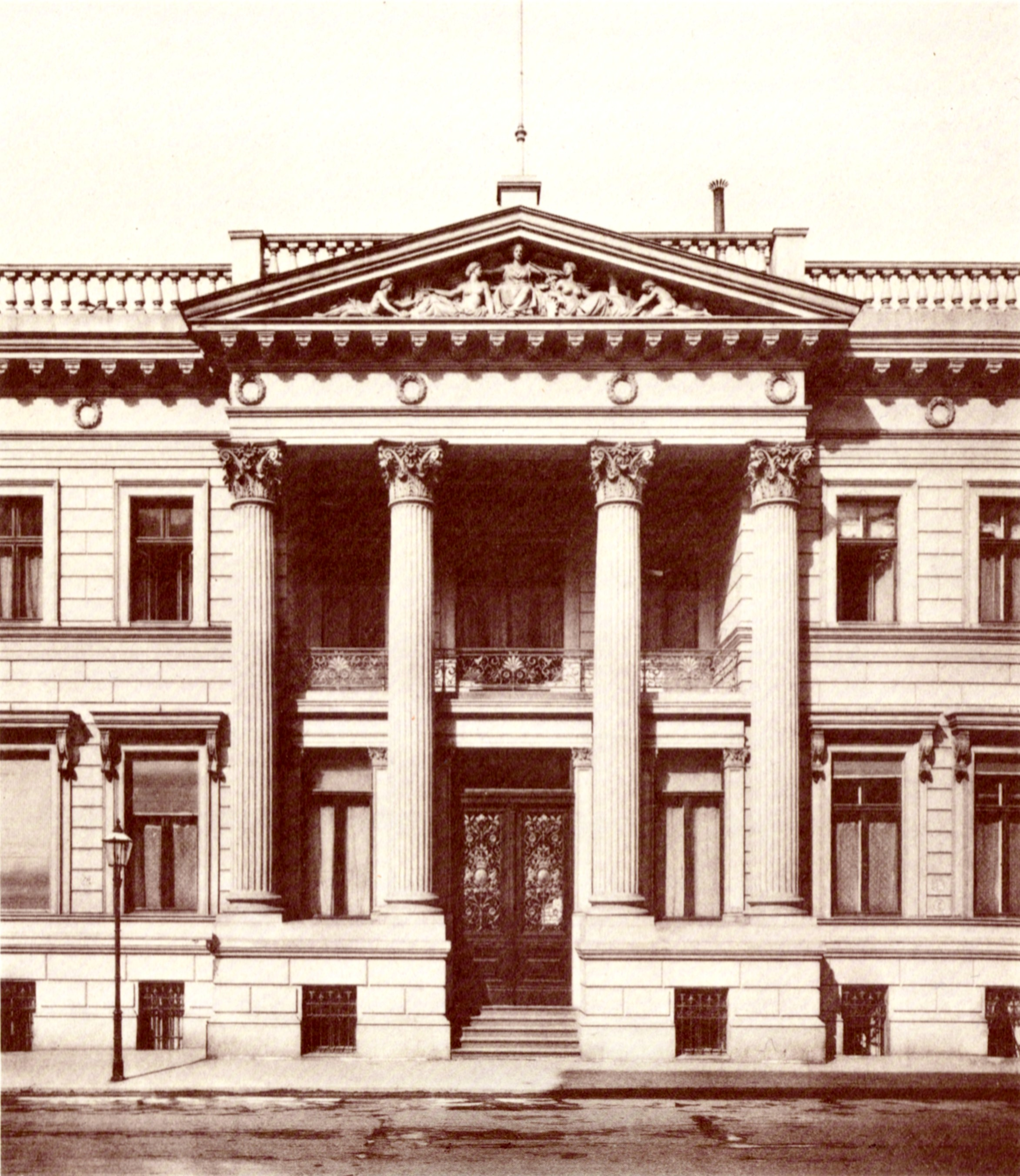
Palais Strousberg à Berlin

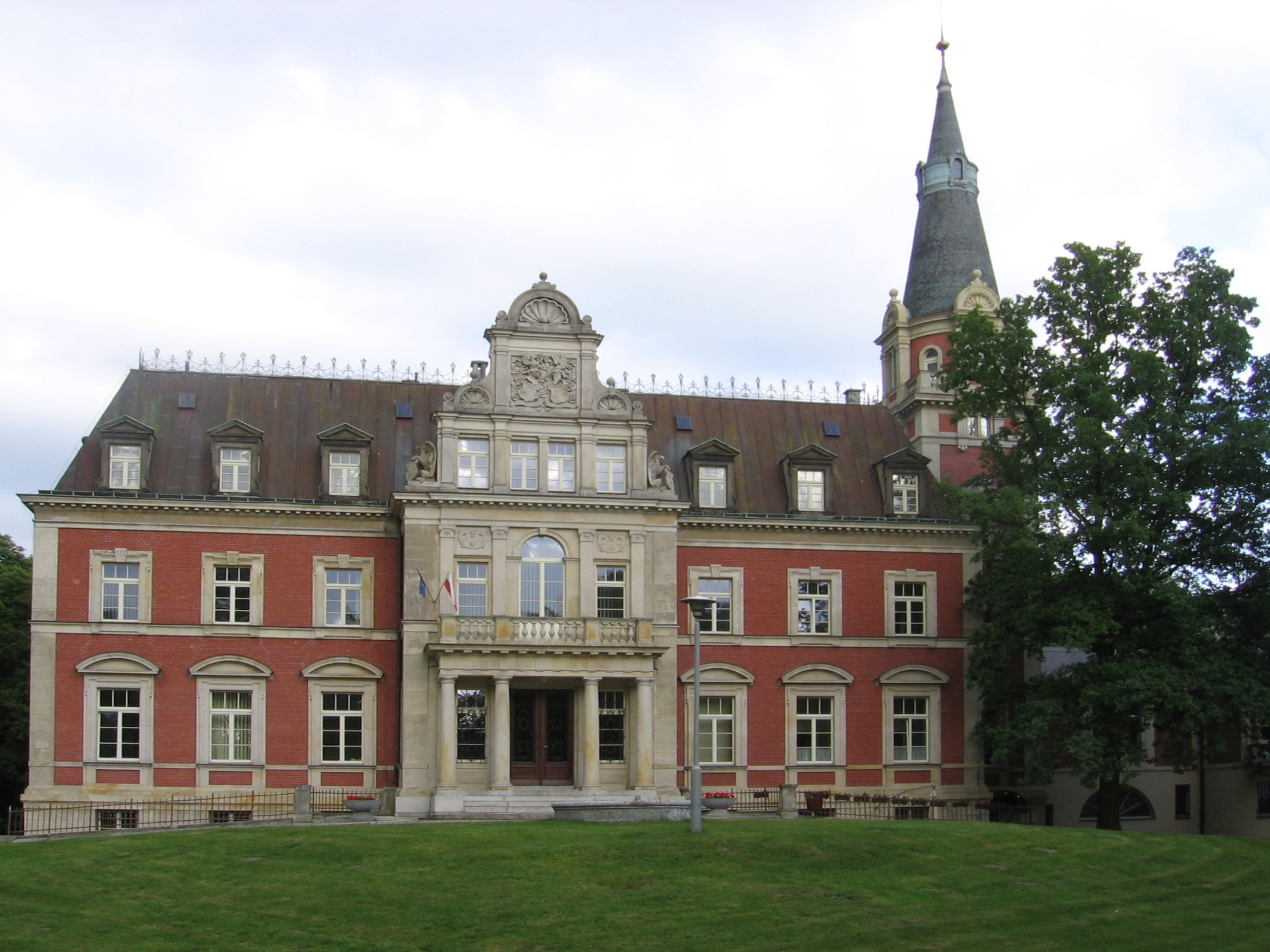
Manoir de Pavelwitz près de Breslau

- 1861-1862 : Atelier central de la Société de chemins de fer de Berg et de La Marck (de) à Witten
- 1864–1865 : Nouvelle construction du pont ferroviaire et routier sur la Basse-Sprée (pont Moltke (de)) à Berlin-Tiergarten (annulé en 1887 en raison de dommages structurels)
- 1864-1866 : Pont ferroviaire de la voie ferrée Berlin-Görlitz sur le canal Landwehr à Berlin-Kreuzberg
- 1865 : Gare de l'Empereur d'Halbe (de)
- 1865 : Villa Loring près de Malaga
- 1866–1868: Gare de Görlitz à Berlin-Kreuzberg (abandonnée après les dommages de guerre 1961–1967)
- 1867–1868: Palais Strousberg (de) pour Bethel Henry Strousberg à Berlin, 70 Wilhelmstrasse (détruit pendant la Seconde Guerre mondiale)
- 1868–1874: Installation de bétail et d'abattoir du marché aux bestiaux de Berlin à Berlin-Gesundbrunnen, Brunnenstraße (de)[3]
- 1869–1871 : Agrandissement du château de Zbirow (cs) (Bohême) pour Bethel Henry Strousberg
- 1875 : Immeuble résidentiel Wöhlert à Berlin, 2 Königgrätzer Straße (avec Edmund Knoblauch ; détruit)
- 1875-1888 : plusieurs immeubles résidentiels à Brunswick
- 1875 : Bâtiments résidentiels Schlüter à Berlin, 93 Königgrätzer Straße (avec Edmund Knoblauch ; détruit)
- 1878 : arc de triomphe pour l'entrée de Guillaume Ier
- 1880: Maison de club de l'Union Club Berlin à Berlin, 9 Schadowstraße (détruit)
- 1881–1882 : Bâtiments résidentiels de la Kurfürstenstraße (de) 134 (pour Carl Scheibler (de)) et 135 (pour Julius Rütgers (de)) à Berlin-Tiergarten (détruit)
- 1881–1882 : Construction transversale du bâtiment commercial de la Leipziger Straße 31/32 à Berlin
- 1888 : Décorations de deuil sur le pont du château de Berlin (de) à la mort de Guillaume Ier
- vers 1890 : Salle funéraire pour l'inhumation héréditaire de la famille Albert Ascher Michaelis au cimetière juif de Neu-Weißensee (Berlin-Weißensee)[4]
- 1891: Château de Pavelwitz (de) pour Heinrich von Korn (de) près de Breslau
- 1900: Centre communautaire Lutherhof (de) à Greifswald, Martin-Luther-Straße 8

### Travaux
- Berliner Centralbahn. Eisenbahnprojekt zur Verbindung der Berliner Bahnhöfe nach der inneren Stadt. Berlin 1871.
- Denkschrift über die Reorganisation der Stadt Berlin. Berlin 1871.
- Neue Viehmarkt- und Schlachthaus-Anlage zu Berlin. Ernst & Korn, Berlin 1872.
- Die Zionskirche zu Berlin. Ernst & Korn, Berlin 1874.
- Zur baulichen Reorganisation der Stadt Berlin. Zwei Denkschriften und eine am Schinkelfeste 1875 gehaltene Festrede. Ernst & Korn, Berlin 1875.
- Entwurf zu einem Bebauungsplan für Strassburg. Bearbeitet von August Orth. E. A. Seemann, Leipzig 1878.
- Die Zukunft Charlottenburgs in Beziehung zu den neuen Verkehrswegen und zur Einverleibung in Berlin. Berlin 1881.
- Die Dankeskirche in Berlin. In: Zeitschrift für Bauwesen 1889, Jg. 39, Heft X bis XII. Verlag von Ernst & Korn, Berlin 1890. Sp. 441 – 456.
- Anlagen zur Erzielung einer guten Akustik. In: Josef Durm (Hrsg.): Handbuch der Architektur. Teil 3: Die Hochbau-Constructionen, Band 6. Bergsträsser, Darmstadt 1891.